# Chlorophytum graminifolium
Chlorophytum graminifolium là một loài thực vật có hoa trong họ Măng tây. Loài này được (Willd.) Kunth mô tả khoa học đầu tiên năm 1843.